# Supercoppa italiana 2017 (pallacanestro maschile)
La Supercoppa italiana 2017, denominata per ragioni di sponsorizzazione Prozis Supercoppa 2017, fu la 23ª supercoppa italiana di pallacanestro maschile.
Fu disputata il 23 e il 24 settembre 2017 presso il PalaGalassi di Forlì tra i seguenti quattro club:
- Reyer Venezia, campione d'Italia 2016-17
- Aquila Trento, finalista sconfitto di serie A 2016-17
- Olimpia Milano, detentore della Coppa Italia 2017
- Dinamo Sassari, finalista sconfitta di Coppa Italia 2017

## Tabellone
|  | Semifinali | Semifinali     | Semifinali |                |    | Finale        | Finale | Finale |  |
|  |            |                |            |                |    |               |        |        |  |
|  | 1          | Reyer Venezia  | 86         |                |    |               |        |        |  |
|  | 1          | Reyer Venezia  | 86         |                |    |               |        |        |  |
|  | 4          | Dinamo Sassari | 79         |                |    |               |        |        |  |
|  | 4          | Dinamo Sassari | 79         |                | 1  | Reyer Venezia | 77     |        |  |
|  |            |                |            |                | 1  | Reyer Venezia | 77     |        |  |
|  |            |                | 3          | Olimpia Milano | 82 |               |        |        |  |
|  | 3          | Olimpia Milano | 3          | Olimpia Milano | 82 | 74            |        |        |  |
|  | 3          | Olimpia Milano |            |                |    |               |        |        |  |
|  | 2          | Aquila Trento  | 65         |                |    |               |        |        |  |

## Semifinali
| Arbitri: | Paternicò (Piazza Armerina) Attard (Siracusa) Borgioni (Roma) |

| |            | |
| Goudelock 24 Bertāns 11 M'Baye, Theodore 10 | Punti      | 13 Behanan 12 Shields 11 Sutton |
| Theodore 6 | Assist     | 5 Forray |
| Gudaitis 10 | Rimbalzi   | 8 Behanan |
| 0 Goudelock• 5 Micov• 12 Cusin• 24 M'Baye• 25 Theodore 7 Pascolo• 13 Fontecchion• 20 Cinciarini• 23 Abass• 34 Jefferson• 45 Bertāns• 77 Gudaitis | Formazioni | 2 Sutton• 13 Gutiérrez• 15 Gomes• 21 Behanan• 31 Shields 0 Franke• 4 Siliņš• 8 Baldi Rossi• 10 Forray• 12 Flaccadori• 14 Czumbel• 25 Lectthaler |
| Simone Pianigiani | Allenatori | Maurizio Buscaglia |

| Arbitri: | Begnis (Crema) Martolini (Roma) Paglialunga (Taranto) |

| |            | |
| Perić 21 Bramos 15 De Nicolao, Johnson 10                                                                                        | Punti      | 23 Polonara 17 Stipčević 14 Pierre |
| Jenkins 5 | Assist     | 5 Stipčević |
| Watt 7 | Rimbalzi   | 10 Jones |
| 0 Haynes• 3 Johnson• 6 Bramos• 12 Orelik• 50 Watt 2 Perić• 10 De Nicolao• 11 Jenkins• 13 Bolpin• 14 Ress• 19 Biligha• 30 Cerella | Formazioni | 20 Randolph• 21 Pierre• 22 Jones• 24 Stipčević• 33 Polonara 0 Spissu• 4 Bamforth• 6 Planinić• 8 Devecchi• 25 Hatcher• 34 Picarelli• 45 Tavernari |
| Walter De Raffaele | Allenatori | Federico Pasquini |

## Finale
| Arbitri: | Paternicò (Piazza Armerina) Begnis (Crema) Martolini (Roma) |

|                                              |            |                                             |
| Theodore 29 Goudelock, M'Baye 14 Gudaitis 12 | Punti      | 14 Bramos, Jenkins, Johnson 13 Perić 9 Watt |
| Theodore 5                                   | Assist     | 3 Haynes, Jenkins, Perić                    |
| M'Baye 10                                    | Rimbalzi   | 5 Bramos                                    |
| Simone Pianigiani                            | Allenatori | Walter De Raffaele                          |